# ETF Securities
ETF Securities Ltd. è una società con sede a Londra specializzata nell'emissione di ETF e di ETC. ETF Securities opera nelle principali piazze finanziarie globali, compresa quella di Milano in cui è presente con alcuni prodotti quotati sulla Borsa Italiana nel mercato ETF Plus, in cui detiene una quota di mercato pari al 14,9% - dietro a Lyxor (40,9%) e iShares (18%).

## Storia
Nel 2003 ETF Securities e World Gold Council furono le prime società ad emettere uno strumento ETC correlato all'Oro. Nel 2005 ETF Securities lanciò per prima un ETC legato al Brent, il petrolio grezzo del Mare del Nord quotato a Londra.